# Steve Lowery
Stephen Brent (Steve) Lowery (Birmingham, 12 oktober 1960) is een Amerikaans golfer die actief is op de Champions Tour. Hij was ook actief op de Amerikaanse PGA Tour, van 1983 tot 2010.

## Loopbaan
In 1983 werd Lowery een golfprofessional en hij behaalde in 1992 zijn eerste profzege op de Nationwide Tour door het Ben Hogan Tulsa Open te winnen. In 1994 behaalde hij zijn eerste zege op de Amerikaanse PGA Tour door de Sprint International te winnen nadat hij de play-off won van Rick Fehr.

## Prestaties

### Professional
Amerikaanse PGA Tour
| Nr. | Datum            | Toernooi                          | Score           | Score           | Info                             |
| --- | ---------------- | --------------------------------- | --------------- | --------------- | -------------------------------- |
| 1   | 21 augustus 1994 | Sprint International              | 7-14-5-9=35 ptn | 7-14-5-9=35 ptn | Won de play-off van Rick Fehr    |
| 2   | 5 november 2005  | Southern Farm Bureau Classic      | 64-67-65-70=266 | –22             | Won de play-off van Skip Kendall |
| 3   | 10 februari 2008 | AT&T Pebble Beach National Pro-Am | 69-71-70-68=278 | –10             | Won de play-off van Vijay Singh  |

Nationwide Tour
- 1992: Ben Hogan Tulsa Open